# Павле Давидовић
Павле Давидовић (Будим, 1737 — Коморан, 18. фебруар 1814, Коморан), барон и аустријски генерал.
Потиче из српске породице која је стигла у Угарску у време сеобе под Арсенијем III Чарнојевићем. У војску је ступио 1757. као добровољац. За време Седмогодишњег рата промовисан је за капетана и мајора (1771). За време Рата за баварско наслеђе одликовао се у више прилика, а нарочито приликом заузимања града Бистрица Клодска (данашња Пољска), када је са сабљом у руци и кроз ватру продро до капије тврђаве и отворио је, па је колона генерала Палавичинија могла да уђе унутра. За овај подвиг награђен је Витешким крстом реда Марије Терезије. 1780. постао је барон, а 1783. пуковник Петроварадинске регименте.
Учествовао је у аустро-турском рату 1788—1789. године. 24. априла 1788. убедио је турског команданта Шапца да се преда и сам преузео команду над градом. Године 1789. учествовао је у заузећу Београда, а затим са својим граничарима заузео Лешницу, Липницу, Лозницу и опсео тврђаву Соко. Због тих заслуга промовисан је јануара 1790. у чин генерал-мајора.
Учествовао је у кампањама у Холандији и Италији, у рату са Наполеоном. 1806. извршио је инспекцију српских положаја и посетио Петроварадин и Земун. У мају 1807. унапређен је у чин генерала (Feldzeugmeister). Последњи положај био је гувернера Коморана, на коме је и умро.